# Orfeo y Eurídice
Orfeo y Eurídice (título original en italiano, Orfeo ed Euridice; en francés, Orphée et Eurydice) es una ópera en tres actos del compositor alemán Christoph Willibald Gluck, con libreto de Raniero di Calzabigi, que data de 1762 y basada en el mito de Orfeo. Pertenece al género de azione teatrale (acción teatral), que implica que la ópera se basa en un tema de la mitología y utiliza danzas y coros. La pieza se estrenó en Viena el 5 de octubre de 1762.
Gluck plasma su intención de reformar la ópera, tratando de que la poesía, el lenguaje y la acción dramática reflejaran la sencillez y el poder de la tragedia griega. Orfeo y Eurídice es la primera ópera "de reforma" de Gluck, en la que intentó reemplazar la trama abstrusa y la música de gran complejidad de la ópera seria por una "noble simpleza" en la música y el drama.
La ópera es la más popular de las obras de Gluck, y una de las más influyentes en la ópera alemana posterior.  Variaciones en su trama —la misión de rescate subyacente en la que el héroe debe controlar, u ocultar, sus emociones- incluyen La flauta mágica de Mozart, Fidelio de Beethoven y El oro del Rin de Wagner.  
Pensado originalmente para un libreto en italiano, Orfeo y Eurídice le debe mucho al género de la ópera francesa, particularmente en su uso de recitativos con acompañamiento y una ausencia general de virtuosismo vocal. De hecho, doce años después de su estreno de 1762, el 2 de agosto de 1774, Gluck adaptó la ópera para que acomodara a los gustos del público parisino en la Académie Royale de Musique con un libreto de Pierre-Louis Moline. Esta segunda versión recibió su nombre en francés Orphée et Euridice y contuvo múltiples cambios en el reparto vocal y en la orquestación para adaptarse al gusto francés. Esta ópera es la obra más popular de Gluck.

## Influencias

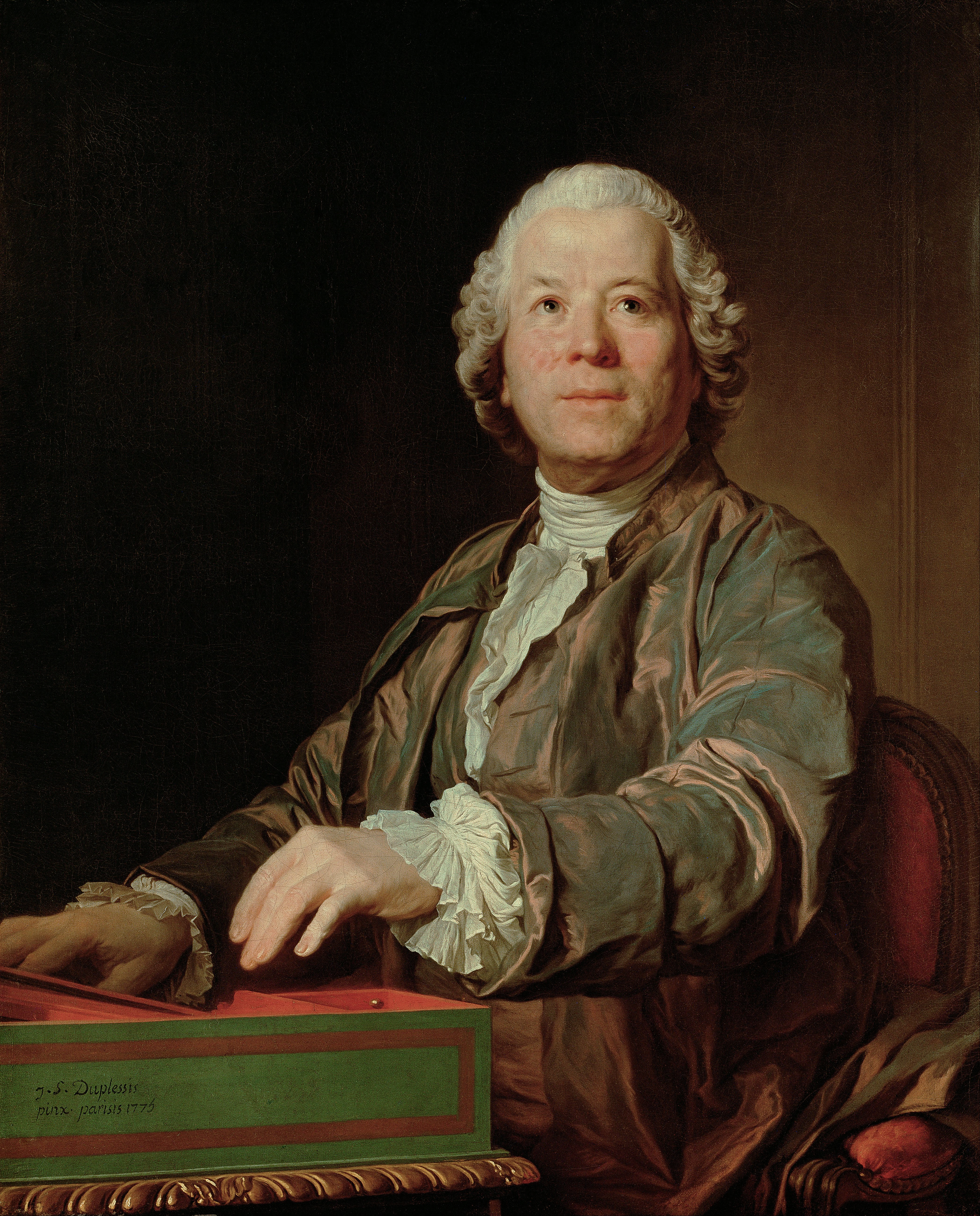
Retrato de Gluck por Joseph Duplessis, 1775. Kunsthistorisches Museum, Viena.

El Saggio Sopra l'Opera in Musica ("Ensayo sobre la ópera") de Francesco Algarotti de (1755) fue una gran influencia en el desarrollo de la ideología reformista de Gluck. Algarotti propuso un modelo ampliamente simplificado de la ópera seria, con la predominancia del drama sobre la música, el ballet o la escenografía. El drama en sí, debería "deleitar a los ojos y a los oídos para provocar y afectar los corazones de la audiencia, sin correr el riesgo de pecar en contra de la razón y el sentido común". Las ideas de Algarotti influyeron tanto en Gluck como en su libretista, Calzabigi. Calzabigi fue un prominente defensor de la reforma, y señaló: "Si el maestro Gluck fue el creador de la música dramática, no lo hizo de la nada. Le he provisto del material o del caos, si les parece. Nosotros por lo tanto compartimos el honor de esa creación."
Como otras influencias se incluyen el compositor Niccolò Jommelli y su maître de ballet en Stuttgart, Jean-Georges Noverre. Las Lettres sur la danse (1760) de Noverre llamaban al efecto dramático sobre la ostentación acrobática; Noverre mismo se encontraba influenciado por las óperas de Rameau y el estilo actoral de David Garrick. La considerable cantidad de ballet en Orfeo y Eurídice se piensa que se debe a su influencia. Jomelli mismo destacó por su fusión de todos los aspectos de la producción: ballet, escenografía y público.

## Historia de las representaciones
La ópera se estrenó en Viena en el Burgtheater el 5 de octubre de 1762, para las celebraciones del santo del emperador Francisco I. La producción fue supervisada por el administrador reformista del teatro, el conde Giacomo Durazzo. La coreografía es obra de Gasparo Angiolini, y los escenarios diseñados por Giovanni Maria Quaglio, ambos miembros destacados de su campo. El primer Orfeo fue el famoso castrato Gaetano Guadagni. Orfeo fue repuesto en Viena al año siguiente, pero no se interpretó hasta 1769. Para las representaciones que tuvieron lugar en Londres en 1770, Guadagni cantó el papel de Orfeo, pero poca de la música tenía relación con el original de Gluck, con J. C. Bach - "el Bach inglés" - proporcionando la mayor parte de la nueva música. Haydn dirigió una representación de la versión italiana en Eszterháza en 1776. En España, se estrenó en 1780, en el Teatro de la Santa Cruz de Barcelona, cantada en italiano.
A principios del siglo XIX, Adolphe Nourrit fue particularmente bien conocido por sus interpretaciones de Orfeo en la Ópera de París . En 1854 Franz Liszt dirigió la obra en Weimar, componiendo un poema sinfónico propio para reemplazar la obertura original de Gluck. Típicamente durante el siglo XIX y durante la mayor parte del XX, el papel de Orfeo fue cantado por una contralto femenina, y destacadas intérpretes del papel de esta época incluyen Clara Butt y Kathleen Ferrier, y las mezzosopranos Rita Gorr, Marilyn Horne, Janet Baker y Risë Stevens (en la Metropolitan Opera). Entre los directores, Arturo Toscanini fue un destacado defensor de la ópera. Su retransmisión de radio del Acto II fue con el tiempo lanzada tanto en elepé como en cedé.
Orfeo y Eurídice sigue siendo una de las óperas más populares; en las estadísticas de Operabase aparece la n.º 47 de las cien óperas más representadas en el período 2005-2010, siendo la 11.ª en Alemania y la primera de Gluck.

## Versiones revisadas
En 1769 para una representación en Parma que fue dirigida por el compositor, Gluck traspuso el rol de Orfeo para el castrato soprano Giuseppe Millico, manteniendo el libreto en italiano. Esta versión no parece haber sido publicada de forma impresa y nunca se representó en la era moderna hasta el 13 de noviembre de 2014, cuando finalmente fue revivida en el festival Tagen Alter Musik en Herne, con un contratenor en el papel principal.
Gluck revisó la partitura de nuevo para una producción en París, que se estrenó el 2 de agosto de 1774. Esta versión, titulada Orphée et Eurydice, tuvo un libreto en francés de Pierre-Louis Moline, que era traducción y expansión del texto original de Calzabigi. Gluck extendió y reescribió partes de la ópera, y cambió el papel de Orfeo de una parte para castrato a una para tenor alto o los llamados haute-contre - la voz usual en la ópera francesa para los personajes heroicos - pues los franceses casi nunca usaban castrados. Esta versión de la obra también tiene escenas de ballet adicionales, para acomodarse a los gustos que prevalecían en aquella época en París, e incluyó la larga "Danza de las Furias", originalmente del ballet de Gluck Don Juan, y la famosa "Danza de los espíritus felices" para flauta y cuerdas. Para 1825 los castrados operísticos habían desaparecido prácticamente, y las representaciones de la versión original para castrado fueron haciéndose cada vez más raras. La moderna práctica de aproximarse a la voz de los castrados usando contratenores como un reemplazo solo se remonta a 1950.

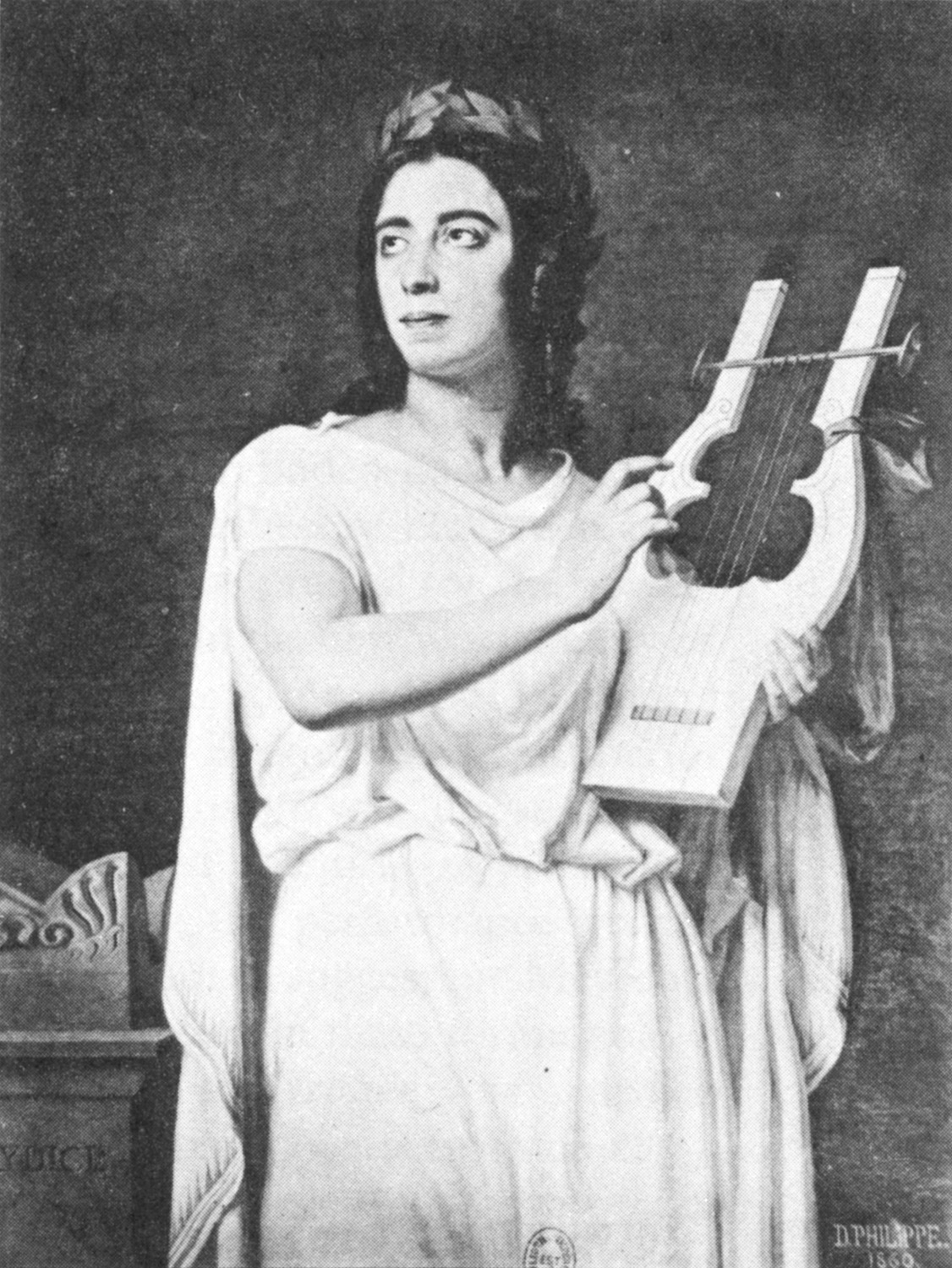
Pauline Viardot representando el personaje de Orfeo.

De 1784 a 1859 el diapasón (tono de concierto) parisino fue ascendiendo firmemente de 820 a 896 hercios, de manera que esta versión francesa de Gluck para haute-contre se hizo poco práctica. Cuando Aldolphe Nourrit cantó el papel en la Opéra en 1824 su música se alteró. Giacomo Meyerbeer sugirió a la contralto francesa Pauline Viardot que ella debía interpretar el papel de Orfeo. El compositor Hector Berlioz fue un amigo íntimo de Viardot y el mayor experto en Francia de la música de Gluck. Conocía la partitura del "original italiano largamente olvidado tan bien como conocía el francés", y estuvo de acuerdo en preparar una versión de la ópera - en cuatro actos - con la voz de Viardot en mente, adaptando el papel de Orphée para una alto femenino. En su adaptación, Berlioz usó el esquema de claves de la partitura vienesa de 1762 mientras que al incorporar gran parte de la música adicional de la partitura parisina de 1774. Regresó a la versión italiana solo cuando él consideró que era superior bien en términos musicales bien en términos dramáticos. También restauró parte de la más sutil orquestación de la versión italiana y resistió proposiciones por Viardot y el director del teatro Léon Carvalho para modernizar la orquestación. Al final Camille Saint-Saens, que estaba actuando como ayudante de Berlioz en el proyecto, hizo parte de la reescritura menor que Berlioz había rechazado hacer.
La versión de Berlioz se estrenó en el Théâtre Lyrique el 18 de noviembre de 1859 con Viardot como Orphée, Marie Sasse como Eurydice, Marie Ernestine Marimon como L'Amour, Mlle Moreau como L'Ombre, y Adolphe Deloffre como el director. Los escenarios fueron diseñados por Charles-Antoine Cambon y Joseph Thierry, y la coreografía fue de Lucien Petipa. Un Jules Massenet de diecisiete años se ocupó de los timbales de la orquesta. Durante los ensayos, Berlioz había alabado al joven intérprete por la finura de su afinación.) La producción fue un éxito de público y crítica, llenando el teatro todas las noches, y la compañía la representó un total de 138 veces.
Para el año siguiente la mayor parte de los teatros de París habían bajado el tono de concierto a diapasón normal. Esto no era tan bajo como en época de Gluck: "una comisión ha recomendado últimamente que el tono en Francia debería bajarse de un La de 896 a 870 vibraciones." Aun así esto fue aparentemente suficiente para que en un momento posterior del siglo XIX el papel de Orfeo fuese cantado por un tenor casi las mismas veces que por una contralto.
La versión de Berlioz es una de las muchas que combinan las partituras francesa e italiana, aunque es la más influyente y mejor considerada. Desde alrededor de 1870 fueron habituales adaptaciones en tres actos de la partitura de Berlioz, traducidas de nuevo al italiano y restaurando gran parte de la música de la versión francesa de 1774 que Berlioz había dejado fuera. Una edición de 1889 para contralto, publicada por Ricordi, se convirtió en la más popular. En alguna ocasión, el papel de Orfeo ha sido incluso traspuesto una octava para barítono. Dietrich Fischer-Dieskau y Hermann Prey son dos famosos barítonos que han interpretado el papel en Alemania. Dietrich Fischer-Dieskau grabó la ópera, una grabación que aún está disponible comercialmente.

## Personajes
| Personaje                                                                                             | Tesitura                                       | Reparto el 5 de octubre de 1762 Director: | Reparto el 2 de agosto de 1774 Director: |
| --- | ---------------------------------------------- | ----------------------------------------- | ---------------------------------------- |
| Orfeo (poeta y músico)                                                                                | contralto castrato (1762), haute-contre (1774) | Gaetano Guadagni                          | Joseph Legros                            |
| Eurídice (su esposa, ninfa)                                                                           | soprano                                        | Lucia Clavereau                           | Sophie Arnould                           |
| Amor (Cupido)                                                                                         | soprano (papel con calzones)                   | Marianna Bianchi                          | Rosalie Levasseur                        |
| Coro y bailarines: pastores, pastoras, ninfas, demonios, Furias, espíritus felices, héroes y heroínas |                                                |                                           |                                          |

## Argumento

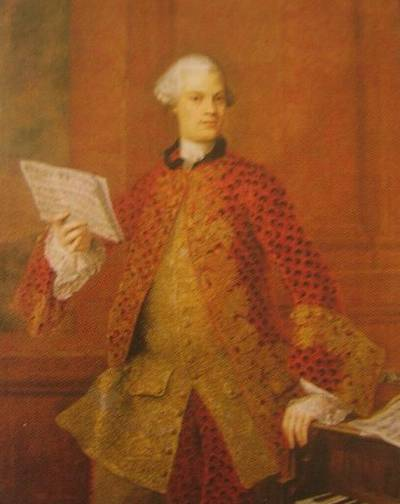
Gaetano Guadagni, el primer Orfeo.

El primer verso de las arias, coros, etc., se ofrecen en italiano (versión de 1762) y en francés (versión de 1774).

### Acto I
Un coro de ninfa y pastores se unen a Orfeo alrededor de la tumba de su esposa Eurídice en un solemne coro de luto. Desesperado, llora la muerte de Eurídice y solo es capaz de murmurar el nombre de Eurídice (Coro y Orfeo: Ah, se intorno/Ah! Dans ce bois). Orfeo aleja al resto y canta su dolor en el aria Chiamo il mio ben/Objet de mon amour, los tres versos están precedidos por expresivos recitativos. Esta técnica era extremadamente radical en la época y de hecho lo demostró para aquellos que le siguieron inmediatamente: Mozart eligió conservar la unidad del aria. Ante los lamentos e imprecaciones de Orfeo, los dioses a través de Amore (Cupido) le permiten descender al Hades para rescatarla, pero con la única condición de no mirarla hasta estar bajo los rayos del sol (solo 1774: aria de Amour, Si les doux accords). Como forma de animarlo, Amore informa a Orfeo que su actual sufrimiento durará poco con el aria Gli sguardi trattieni/Soumis au silence. Orfeo decide emprender la búsqueda. Solo en la versión de 1774 canta una ariette (L'espoir renaît dans mon âme) en el más antiguo, vistoso, estilo italiano, originariamente compuesto para un entretenimiento ocasional, Il Parnaso confuso (1765), y posteriormente reutilizado en otro, Le feste d'Apollo (1769).

### Acto II
En un paisaje rocoso, Orfeo es recibido en los infiernos por las amenazantes Furias, y el canto de Cerbero, su guardián canino (Chi mai dell’Erebo/Quel est l’audacieux). El coro de las furias es uno de los pasajes corales más representativos de la época, «Chi mai dell'Erebo». Cuando Orfeo, acompañado por su lira (representada en la ópera por un arpa), ruega piedad en el aria Deh placatevi con me/Laissez-vous toucher, se ve interrumpido al principio por gritos diciendo No! por parte de las Furias, pero al final se ven suavizadas por la dulzura de su canto en las arias Mille pene/Ah! La flamme y Men tiranne/La tendresse, y le dejan entrar (Ah, quale incognito affetto/Quels chants doux). En la versión de 1774, la escena acaba con la Danza de las Furias (n.º 28).
La segunda escena se abre en el Elíseo. El breve ballet de 1762 se convirtió en la Danza de los espíritus felices, de cuatro movimientos (con una parte destacada para solo de flauta) en 1774. A esto le siguió (solo en 1774) un solo que celebra la felicidad en la bendición eterna (Cet asile), cantada bien por un Espíritu anónimo o por Eurídice, y repetida por el coro. Orfeo llega y se maravilla de la pureza del aire en un (Che puro ciel/Quel nouveau ciel). Pero no puede deleitarse en la belleza de lo que le rodea, pues Eurídice no está todavía con él. Implora a los espíritus que la lleven consigo, lo que ellos hacen (Coro: Torna, o bella/Près du tendre objet).

### Acto III
Orfeo y Eurídice emprenden el camino de regreso al mundo de los vivos. Eurídice está encantada de regresar a la Tierra, pero Orfeo, recordando la condición impuesta por Amore en el Acto I, la suelta de la mano y rechaza mirarla, sin explicárselo. Ella no comprende su acción y se lo reprocha, pero él debe sufrir en silencio (dúo: Vieni, appaga il tuo consorte/Viens, suis un époux). Eurídice toma esto como un signo de que él ya no la ama, y rechaza seguir adelante, concluyendo que la muerte sería preferible. Canta su dolor ante la supuesta infidelidad de Orfeo en el aria Che fiero momento/Fortune ennemie (en 1774, hay un breve dúo antes de la repetición). Incapaz de soportarlo más, Orfeo incumple la condición impuesta, girándose para mirar a Eurídice; nuevamente pierde a Eurídice. Desconsolado, el héroe llora lamentando la pérdida de su amada en la famosa aria Che farò senza Euridice?/J’ai perdu mon Eurydice ("¿Qué haré sin Eurídice? / "He perdido a mi Eurídice"). Orfeo decide suicidarse para unirse a Eurídice en el Hades. Cupido, apiadado por su llanto, lo detiene (sólo en 1774, el trío Tendre Amour-"Tierno amor") y en recompensa por su amor constante, resucita a Eurídice. Finalmente ambos enamorados regresan a su patria donde son recibidos entre el alborozo general. Después de un ballet de cuatro movimientos, todos cantan en alabanza de Amore (Trionfi Amore). En la versión de 1774, el coro (L’Amour triomphe) precede al ballet, al que Gluck había añadido tres movimientos extra.

## Orfeoy la reforma
Esta ópera fue la primera de las de Gluck que mostraba signos de su ambición de reformar la ópera seria. Las arias y coros cerrados en sí mismos son sustituidos por piezas más cortas unidas para formar unidades estructurales más amplias. Es notable la ausencia de arias da capo; Gluck usó, en lugar de ellas, la forma estrófica, de forma destacada en "Chiamo il mio ben così" de Acto I, donde entre cada verso se interpola un recitativo dramático, - esto es, stromentato, donde la voz es acompañada por parte o todas las de la orquesta - y forma de rondé, como en la famosa "Che farò senza Euridice?" del Acto III. También está ausente el tradicional recitativo secco, donde la voz se ve acompañada solo por el bajo continuo. En conjunto, las antiguas convenciones operísticas italianas se abandonan en favor de dotar a la acción fuerza dramática. La complejidad de la historia se ve en gran medida reducida al eliminar subtramas. Gluck se vio influido por el ejemplo de las tragédies en musique francesas, particularmente las de Rameau. Como en ellas, la ópera contiene un gran número de danzas expresivas, extensivo uso del coro y recitativo acompañado. El coup de théâtre de abrir el drama con un coro lamentando la muerte de uno de los personajes principales es muy parecido al usado en el Cástor y Pólux de Rameau (1737). Otros elementos no siguen las posteriores reformas de Gluck; por ejemplo, la breve y alegre obertura no refleja la acción que va a venir. El papel de Orfeo exige un actor especialmente dotado, de manera que el estrófico "Chiamo il mio ben così" no resulte plano, y de manera que la tragedia pueda transmitirse bien tanto en este aria como en "Che farò senza Euridice?", ambas basadas en armonías que no tienen una naturaleza obviamente fúnebre. El primer Orfeo, Gaetano Guadagni, era considerado un buen actor que ciertamente había recibido lecciones mientras estaba en Londres del célebre actor shakespeariano David Garrick. Guadagni fue aparentemente capaz también de proyectar un tono conmovedor y emotivo sin alzar la voz. De hecho, Gluck se enfrentó a críticas a "Che farò senza Euridice?" basándose en que no era emocionalmente complejo; respondió señalando la absoluta necesidad de una buena ejecución del aria: "haz el menor cambio, bien en el movimiento o en el giro de expresión, y se convertirá en un saltarello para marionetas".
La reforma de Gluck, que empezó con Orfeo y Eurídice, ha tenido una influencia significativa a lo largo de la historia de la ópera. Los ideales de Gluck influyeron profundamente en las obras populares de Mozart, Wagner y Weber, con la visión Gesamtkunstwerk de Wagner especialmente inflluenciada por la de Gluck. La ópera seria en el estilo antiguo, y el predominio de los cantantes orientados al embellecimiento fueron progresivamente menos populares después del éxito de las óperas de Gluck en su conjunto y Orfeo en particular. En Orfeo y Eurídice la orquesta es más predominante que en la ópera anterior, destacadamente en el arioso de Orfeo "Che puro ciel". Aquí la voz se ve reducida al papel comparativamente menor de declamación en estilo recitativo, mientras el oboe lleva la melodía principal, apoyado por solos de flauta, violonchelo, fagot y trompa. Hay también acompaamiento para cuerdas (tocando en tríos) y el continuo en la orquestación más compleja escrita jamás por Gluck.

## Orquestación
Gluck hizo una serie de cambios a la orquestación de Orfeo cuando lo adaptó de la versión italiana a la versión francesa de 1774. Cornetas y chalumeaux son reemplazadas por los más comunes y modernas oboes y clarinetes, mientras que la parte interpretada por trombones considerablemente decrecen, posiblemente debidos a una falta de habilidad técnica por parte de los trombonistas franceses. Las cornetas eran instrumentos usados típicamente en la música eclesiástica, y los chalumeaux solo eran predominantes en música de cámara: tanto las cornetas como los chalumeaux fueron poco populares en Francia en 1774. En muchos sentidos el cambio de chalumeau a oboe se corresponde con la de castrado a tenor alto. Ni el castrado ni el chalumeau sobrevivirían.
Tanto en la versión italiana como en la francesa, la lira de Orfeo es representada por el arpa, y fue este uso del instrumento en 1774 que se cree normalmente que introdujo el arpa en las orquestas francesas. Cada verso del estrófico "Chiamo il mio ben cosi" está acompañado por diferentes instrumentos solistas. En Viena estos fueron la flauta, las trompas y cornos ingleses, pero en 1774 Gluck tuvo que cambiar esta orquestación a la de una simple trompa y dos clarinetes, reemplazando de nuevo instrumentos insólitos con aquellos en un uso más generalizado. Durante el aria "Chiamo il mio ben cosi" y los recitativos intercalados Gluck añadió otra orquesta fuera de escena formada por cuerdas y chalumeaux, para proporcionar un efecto eco.

## Discografía
Hay numerosas grabaciones de diferentes versiones, especialmente de la adaptación de Berlioz con un Orfeo femenino.  La alto británica Kathleen Ferrier y la mezzosoprano estadounidense Marilyn Horne fueron intérpretes especialmente notables.  En años recientes, grabaciones y producciones escénicas de la versión de Viena de la ópera han presentado a contratenores en el papel de Orfeo. Contratenores Derek Lee Ragin, Jochen Kowalski, René Jacobs, James Bowman, y Michael Chance han grabado Orfeo ed Euridice. Hasta tiempos recientes, la mayor parte de las grabaciones de todas las versiones fueron cortadas o alteradas en alguna manera.
Grabaciones de la versión francesa para tenor aún son relativamente raras debido a la falta de genuinos haute-contres: hay una de mediados de los años cincuenta protagonizados por Léopold Simoneau junto con su esposa Pierrette Alarie, y Nicolai Gedda también grabaron el papel en 1955. La versión de Simoneau ha estado disponible en CD, aunque no en la actualidad, pero la grabación de Gedda tuvo su primer lanzamiento en CD en 2009. En 2002 el haute-contre Jean-Paul Fouchécourt añadió su versión, mientras que Marc Minkowski trajo una interpretación con instrumentos de época con Richard Croft en el rol titular en 2004. En abril de 2010, se lanzó finalmente una interpretación de concierto grabada en Madrid dos años antes por el tenore di grazia Juan Diego Flórez. Hay también un DVD de la producción de la Ópera de Australia de 1993, dirigida por Stefanos Lazaridis, con el haute-contre australiano David Hobson como Orphée.
En la página web Operadis aparecen 58 grabaciones de la ópera. La siguiente selección de la discografía está realizada incluyendo las mencionadas en La discoteca ideal de la ópera, La discoteca ideal de música clásica y The New Penguin Guide to Compact Discs and Cassettes.
| Fecha de grabación: fecha y sellos | Versión/Idioma          | Director/(Escénico)   | Elenco (en el orden siguiente): Orfeo, Eurídice, Cupido, Un espíritu feliz | Coro y orquesta                                                                      |
| Grabaciones completas              | Grabaciones completas   | Grabaciones completas | Grabaciones completas                                                      | Grabaciones completas                                                                |
| ---------------------------------- | ----------------------- | --------------------- | -------------------------------------------------------------------------- | ------------------------------------------------------------------------------------ |
| 1956 - Philips CD                  | París (1774)/ Francés   | Hans Rosbaud          | Léopold Simoneau (tenor), Suzanne Danco, Pierette Alaire                   | Association des Concerts Lamoureux y coro Conjunto Vocal “Roger Blanchard”           |
| 1969 - Decca CD                    | pasticcio/Italiano      | Georg Solti           | Marilyn Horne (mezzosoprano), Pilar Lorengar, Helen Donath                 | Coro y orquesta de la Royal Opera House, Covent Garden, Londres                      |
| 1981 - EMI CD                      | Viena (1762)/ Italiano  | Riccardo Muti         | Agnes Baltsa (mezzosoprano), Margaret Marshall, Edita Gruberova            | Orquesta Philharmonia y Coro de Ópera Ambrosiano, Londres                            |
| 1982 - Accent CD                   | Viena (1762)/ Italiano  | Sigiswald Kuijken     | René Jacobs (contratenor), Marjanne Kwecksilber, Magdalena Falewicz        | La Petite Bande, Lovaina, y Collegium Vocale de Gante                                |
| 1982 - Erato CD and Music&Arts CD  | Ricordi/Italiano)       | Raymond Leppard       | Janet Baker (mezzosoprano), Elisabeth Speiser, Elizabeth Gale              | Orquesta Filarmónica de Londres y coro del Festival de Glyndebourne                  |
| 1985 - DG CD                       | Viena (1762)/ Italiano  | Herbert von Karajan   | Maria Ewing (mezzosoprano), Kiri Te Kanawa, Kathleen Battle                | Orquesta Filarmónica de Berlín y Coro de la Deutsche Oper de Berlín                  |
| 1986 - Eurodisc, RCA CD            | Viena (1762))/ Italiano | Leopold Hager         | Marjana Lipovšek (mezzosoprano), Lucia Popp, Julie Kaufmann                | Orquesta de la Radiodifusión de Múnich y coro de la Radiodifusión de Baviera, Múnich |
| 1988 - Capriccio CD                | Viena (1762)/ Italiano  | Hartmut Haenchen      | Jochen Kowalski (contratenor), Dagmar Schellenberger, Christian Fliegner   | Orquesta C. Ph. E. Bach y Coro de Radio Berlín                                       |
| 1989 – EMI CD                      | Berlioz/Francés         | John Eliot Gardiner   | Anne Sofie von Otter (mezzosoprano), Barbara Hendricks, Brigitte Fournier  | Orquesta de la Ópera de Lyon y Coro Monteverdi                                       |
| 1991 – Sony CD                     | Viena (1762)/ Italiano  | Frieder Bernius       | Michael Chance (contratenor), Nancy Argenta, Stefan Beckerbauer            | Tafelmusik (dirigida por Jeanne Lamon) y Coro Cámara Stuttgart                       |
| 1991 – Philips CD                  | Viena (1762) Italiano   | John Eliot Gardiner   | Derek Lee Ragin (contratenor), Sylvia McNair, Cynthia Sieden               | English Baroque Soloists y Coro Monteverdi                                           |